# Bandiera di Akrotiri e Dhekelia

La bandiera del Regno Unito, unico vessillo ufficiale di Akrotiri e Dhekelia

Akrotiri e Dhekelia non possiedono una propria bandiera ufficiale, di conseguenza utilizzano la Union Jack, ossia il vessillo del Regno Unito.

## Storia

Bandiera utilizzata sulla Colonia britannica di Cipro nel periodo 1922–1960

L'isola di Cipro fu, nel periodo tra il 1878 e il 1914, un protettorato britannico, tra il 1914 e il 1922 un'occupazione militare e infine, fino al 1960, una colonia britannica. Dal 1922 al 1960 fu utilizzata, su tutto il territorio dell'isola, la bandiera della colonia britannica di Cipro. Sebbene, nel 1960, la repubblica cipriota ottenne l'indipendenza, le aree di Akrotiri e Dhekelia rimasero sotto il controllo britannico, tuttavia senza un drappo o uno stemma ufficiali concessi dal College of Arms. Di conseguenza tale territorio d'oltremare utilizza de facto la Union Jack.
Assieme a Sant'Elena, Ascensione e Tristan da Cunha, Akrotiri e Dhekelia è uno dei due soli territori britannici d'oltremare senza una bandiera ufficiale.

## Altre bandiere

Bandiera della Guarnigione di Dhekelia

Nel territorio è largamente utilizzata la bandiera militare della Guarnigione di Dhekelia, composta da un campo verde e due leoni normanni dorati nell'inferitura, tuttavia rimanente ufficiosa. Questa deriva dal vessillo del periodo coloniale di Cipro. I due leoni provengono dallo stemma del re Riccardo I d'Inghilterra, il quale conquistò e creò il Regno di Cipro.
Sebbene la bandiera di Cipro non abbia uno status ufficiale nelle aree di Akrotiri e Dhekelia, è usata da alcuni residenti locali ed è occasionalmente battuta come bandiera straniera di cortesia.